# Linnaemya rutilus
Linnaemya rutilus är en tvåvingeart som först beskrevs av Robineau-desvoidy 1863.  Linnaemya rutilus ingår i släktet Linnaemya och familjen parasitflugor.
Artens utbredningsområde är Frankrike. Inga underarter finns listade i Catalogue of Life.